# Sorsk
Sorsk (russisch Сорск) ist eine Stadt in der Teilrepublik Chakassien (Russland) mit 12.143 Einwohnern (Stand 14. Oktober 2010).

## Geographie
Die Stadt liegt in den östlichen Ausläufern des Kusnezker Alatau (Batenjowrücken/ Батенёвский кряж), etwa 100 km nordwestlich der Republikshauptstadt Abakan. Das Klima ist kontinental.
Die Stadt Sorsk ist der Republik administrativ direkt unterstellt.
Sorsk liegt 6 km von der Station Erbinskaja der in den 1920er Jahren fertiggestellten Eisenbahnstrecke Atschinsk – Abakan entfernt.

## Geschichte
1937 wurde am Flüsschen Sora (Сора, auch Соря/Sorja) eine Molybdänerzlagerstätte entdeckt, deren Abbau wenig später begann. 1940 entstand in diesem Zusammenhang die Bergarbeitersiedlung Dserschinski (benannt nach dem sowjetischen Geheimdienstfunktionär Felix Dserschinski). 1966 erhielt der Ort unter der heutigen, vom Namen des Flusses abgeleiteten, Bezeichnung Stadtrecht.

### Bevölkerungsentwicklung
| Jahr | Einwohner |
| ---- | --------- |
| 1959 | 11.092    |
| 1970 | 10.605    |
| 1979 | 12.232    |
| 1989 | 15.130    |
| 2002 | 13.313    |
| 2010 | 12.143    |

Anmerkung: Volkszählungsdaten

## Wirtschaft
Der Molybdän- und Kupfererzförderung und Produktion von Konzentraten dieser Metalle bestimmen die Wirtschaft der Stadt. Außerdem gibt es Bauwirtschaft in Form eines Ziegelwerkes.